# Vegetarian Society
La Vegetarian Society of the United Kingdom (Société végétarienne du Royaume-Uni) est une association caritative britannique, créée le 30 septembre 1847 pour promouvoir le végétarisme.

## Histoire

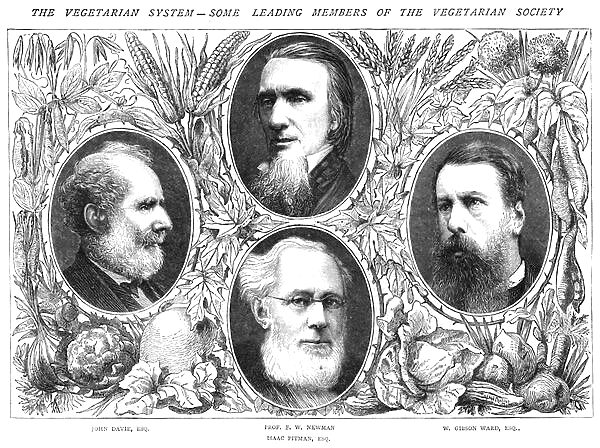
Francis William Newman (1805–1897), Isaac Pitman (1813–1897), William Gibson Ward(1819–1882) et John Davie (1800–1891), principaux membres de la Vegetarian Society

Au XIXe siècle, en Grande-Bretagne, certains groupes promeuvent et suivent des régimes végétariens. Les principaux groupes impliqués dans la formation de la Vegetarian Society sont des membres de la Bible Christian Church, des partisans du Concordium et des lecteurs du journal Truth-Tester

### Bible Christian Church
La Bible Christian Church est fondée en 1809 à Salford par le révérend William Cowherd après une scission avec les Swedenborgiens. Les Bible Christians sont favorables à un régime végétarien, considéré comme une forme de tempérance,

### Concordium (Alcott House)
Le Concordium est un ancien pensionnat près de Londres sur Ham Common, Richmond, Surrey, qui ouvre en 1838. Les élèves de l'école suivent un régime totalement exempt de produits d'origine animale, aujourd'hui nommé végétalisme. Le Concordium s'appelait aussi Alcott House, en l'honneur du défenseur américain de l'éducation et de la réforme alimentaire Amos Bronson Alcott 

### Truth-Tester et conférence physiologique, 1847
Le Truth-Tester est un ancien journal qui publie des documents soutenant la ligue de tempérance. En 1846, la rédaction est reprise par William Horsell, exploitant du Northwood Villa Hydropathic Institute à Ramsgate . Horsell oriente progressivement la revue vers la promotion d'un régime végétal. Au début de 1847, une lettre au Truth-Tester propose la formation d'une société végétarienne. En réponse à cette lettre, William Oldham tient ce qu'il nomme «conférence physiologique», en juillet 1847, à Alcott House. 130 personnes y assistent, dont James Simpson, membre de la Bible Christian Church, qui y prononce un discours. Plusieurs résolutions y sont adoptées, dont celle d'être réitérée en septembre 

### Conférence de Ramsgate, 1847
Le 30 septembre 1847, la réunion prévue à la Conférence physiologique a lieu à l'Institut Northwood Villa Hydropathic, à Ramsgate.Joseph Brotherton, député de Salford la préside. Le chrétien de la Bible James Simpson est élu président de la société, le concordiste William Oldham, trésorier et le rédacteur de Truth-Tester William Horsell, secrétaire. Le nom de «Société végétarienne» est choisi à l'unanimité pour cette société 

### Après Ramsgate
La première réunion publique de la Vegetarian Society a lieu à Manchester en 1848. Elle publie des documents et réalise des conférences au sujet du végétarisme. En 1853, elle compte 889 membres, et environ 5 000 en 1897 

### Société végétarienne de Manchester et de Londres
En 1888, un groupe séparé de la Vegetarian Society se forme, connu sous le nom de London Vegetarian Society (LVS).La Vegetarian Society est alors souvent appelée Manchester Vegetarian Society (MVS). Ne concevant pas le végétarisme de la même manière, les deux groupes ont des relations tendues 
Francis William Newman préside la Manchester Vegetarian Society, de 1873 à 1883. Il permet aux personnes mangeant du poulet ou du poisson d'adhérer . Il rejette le végétarisme crudivore   qu'il considère comme fanatique. Entre 1875 et 1896, la Vegetarian Society compte 2 159 membres et 1 785 membres associés. Selon Newman, le végétarisme (régime dépourvu de poisson, volaille et autres viandes) doit être l'unique objet de l'association  . Sous la présidence de Newman, revenus et membres (associés ou non) augmentent . En 1871, Newman déclare au sujet des membres associés : « Il me vient à l'esprit de demander si certains professionnels ne pourraient pas être admis dans notre société, ce qui lui apporterait un soutien matériel plus important, pourrait diffuser sa littérature, tout en conservant le spectacle instructif d'un groupe restreint de personnes dont le régime est plus strict... Pourtant, par la manière dont la société est actuellement constituée, tous ces amis sont exclus... Mais s'ils entraient comme associés au grade le plus bas, nous les attirerions graduellement, et ils gonfleraient nos fonds, sans lesquels nous ne pouvons rien faire». 
Le premier président de la London Vegetarian Society est le crudivore Arnold Hills. Le scientifique Thomas Allinson et Mahatma Gandhi adhèrent à l'association . Les membres de la LVS sont plus radicaux que la Manchester Society d'origine.
Mahatma Gandhi déclare à la London Vegetarian Society le 20 novembre 1931 : «Si quelqu'un disait que je devais mourir si je ne prenais pas de thé de bœuf ou de viande de mouton, même par avis médical, je préfèrerais la mort. Telle est la base de mon végétarisme. » En 1969, les associations de Londres et Manchester fusionnent sous le nom de Vegetarian Society du Royaume-Uni. L'historienne Ina Zweiniger-Bargielowska remarque que « dans un contexte de préoccupation croissante concernant l'environnement, les droits des animaux et la sécurité alimentaire, l'association s'est épanouie au cours des dernières décennies. »

## Journaux
La Société végétarienne publie The Vegetarian Messenger (1849–1860). Il devient The Dietetic Reformer and Vegetarian Messenger (1861–1897), The Vegetarian Messenger and Health Review (1898–1952), The Vegetarian (1953–1958) et The British Vegetarian (1959–1971),.

## AuxXXeetXXIesiècles
Au cours du XXe siècle, la société se concentre sur l'éducation publique. Elle travaille ainsi avec d'autres communautés pour éduquer le public sur les bénéfices d'une alimentation saine. La Vegetarian Society participe aussi à des actions politiques, en tant que groupe de pression dans le but d'inciter les producteurs alimentaires à retirer de leurs produits les ingrédients non végétariens, comme la gélatine ou le fromage à base de présure animale. Ils demandent à des fabricants d'être accrédités et marquent les produits alimentaires avec le symbole de semis de la société. Cette accréditation comprend l'utilisation d’œufs de poules élevées en plein air. Leur campagne s'oppose à l'étiquetage des produits végétariens contenant du poisson. 